# Kathedraal van Maria-Tenhemelopneming (Rožňava)
De Kathedraal van Maria-Tenhemelopneming is een rooms-katholieke kerk in Rožňava (Slowakije).

## Ligging
De kathedraal is gelegen aan de Betliarska ulica 5, in het oude stadscentrum van Rožňava.

## Geschiedenis
Op de plaats van de huidige kathedraal werd in 1304 een gotische parochiekerk gebouwd. Deze werd omstreeks 1500 in laatgotische stijl verbouwd. Tijdens de periode van de godsdiensttwisten in de 16e en 17e eeuw behoorde de kerk afwisselend toe aan de katholieken en de protestanten. 
Ingevolge de oprichting van het rooms-katholieke bisdom Rožňava, werd de kerk op 13 maart 1776 verheven tot kathedraal. Vervolgens werden andermaal ingrijpende verbouwingen en uitgebreide interieurwijzigingen in laatbarokke stijl doorgevoerd.
Van de gotische fase zijn overgebleven:
- het westelijke emporium
- een laatgotische schilderij uit 1513. Het stelt Sint-Anna voor, als beschermvrouwe van de mijnwerkers, in gezelschap van de Maagd Maria en Jezus. Op de achtergrond ziet men een tafereel van de ertswinning en -verwerking in het gebied.

De preekstoel en het hoofdaltaar dateren van 1779. Het altaar werd gemaakt in het atelier van Jozef Gode.
In 1836 werd de zuidelijke zijbeuk omgebouwd tot kapel van Sint-Neit, van wie de relikwieën uit Rome werden overgebracht. Dit duurbaar aandenken werd in 1835 geschonken door paus Gregorius XVI.
De kerk had in den beginne geen toren. De vrijstaande barok-classicistische klokkentoren werd pas gebouwd in de jaren 1776-1779. Hij is een typisch voorbeeld van het zogenaamde Gemer-classicisme.

## Klokken
In de vrijstaande klokkentoren zijn drie klokken aanwezig.
| Naam             | Grootte | Gewicht | Bouwjaar | Klokkenmaker                      |
| ---------------- | ------- | ------- | -------- | --------------------------------- |
| 1. Panna Mária   | 163 cm  | 2800 kg | 1876     | Ignác Hilzer, Videnské Nové Mesto |
| 2. Ján Nepomucký | 140 cm  | 1500 kg | 1928     | Buchner, Košice                   |
| 3. Jozef         | 90 cm   | 500 kg  | 1928     | Buchner, Košice                   |

## Illustraties

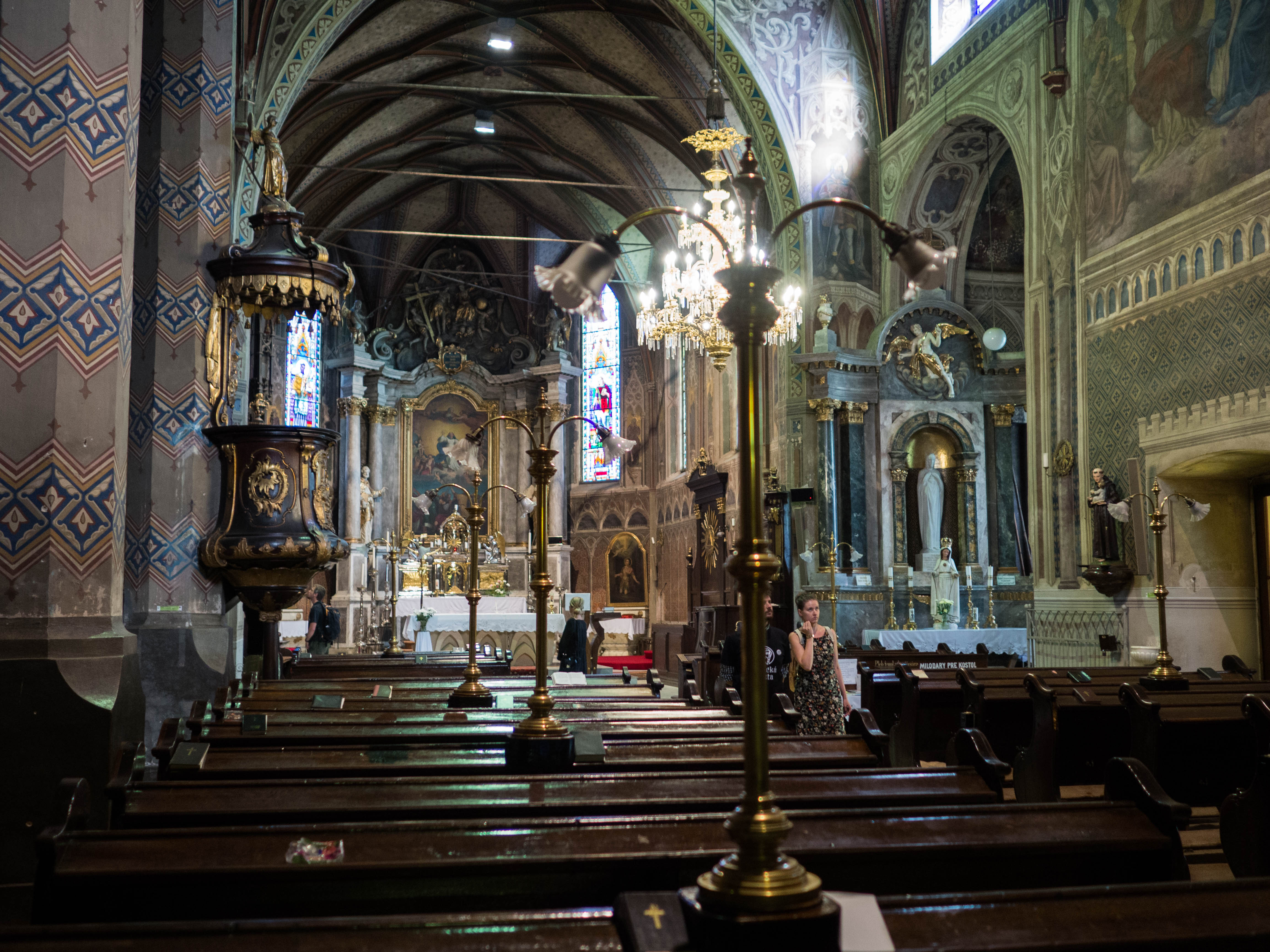
Neogotisch interieur van de kathedraal.
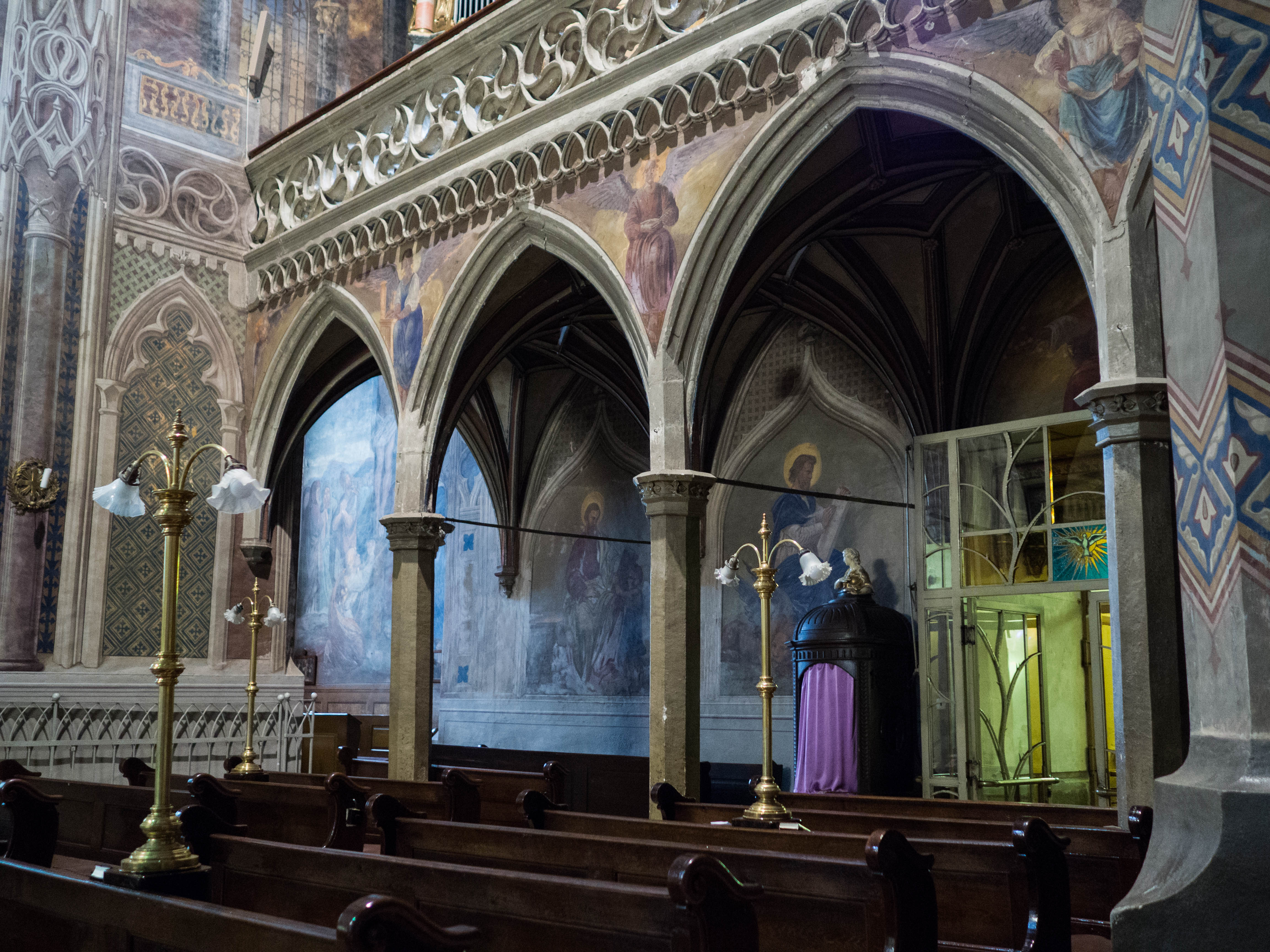
Zuilen, bogen, muurschilderingen.
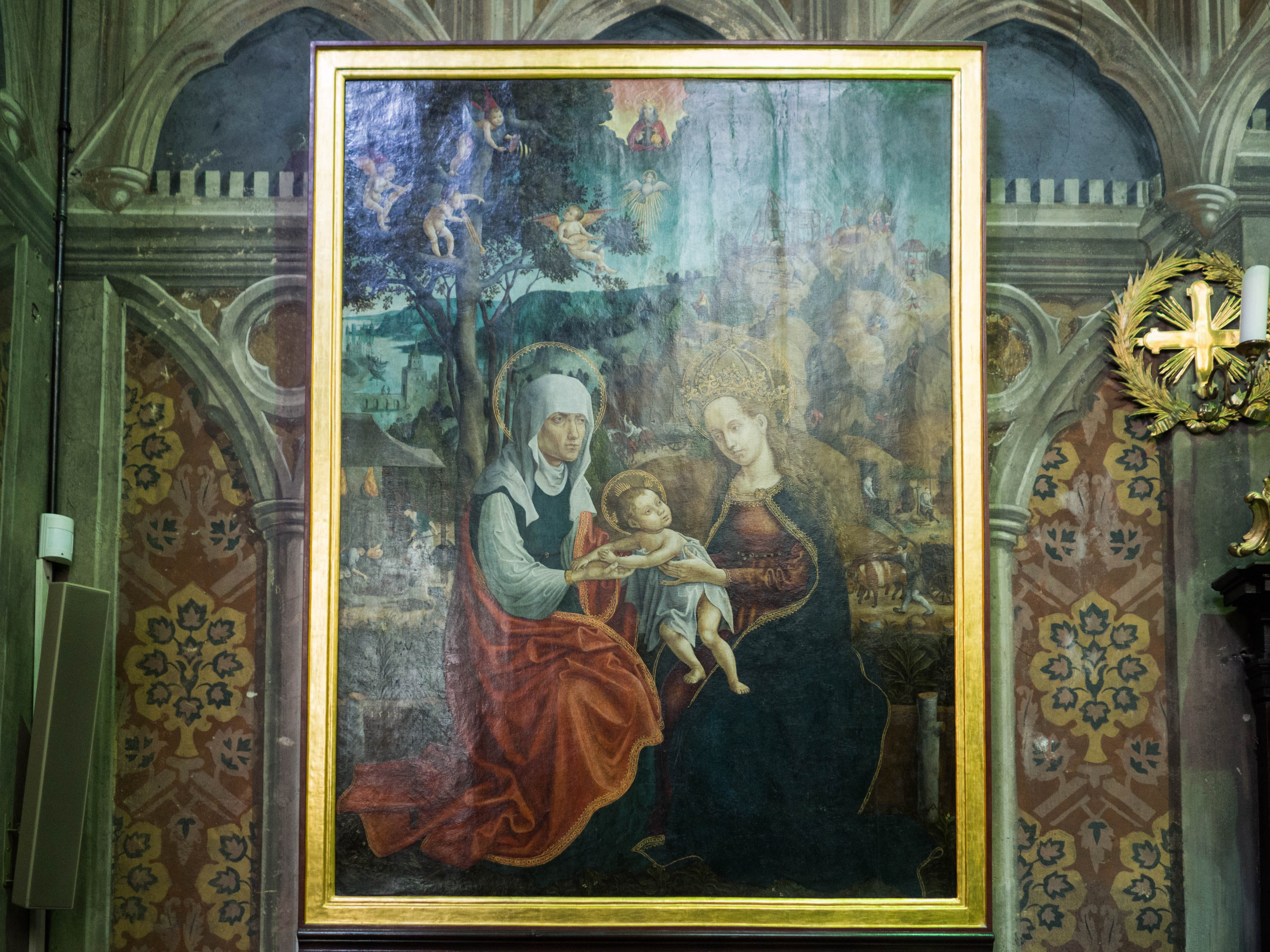
Laatgotisch schilderij uit 1513: Sint-Anna, het kind Jezus en de moeder Maria.